# Club Voleibol Cuesta Piedra
El Club Voleibol Cuesta Piedra es un club de voleibol de la localidad de Santa Cruz de Tenerife, España. Fundado en 1986, el primer equipo participa bajo el nombre de Tenerife Santa Cruz en la Superliga, máxima categoría en España.
Nacido alrededor de las Escuelas Municipales de Santa Cruz de Tenerife, consiguen alcanzar por primera vez la División de Honor femenina en 1989. En 1995 se ve obligado a retirarse a categorías inferiores por problemas económicos. En 1998 asciende a liga FEV y en 2008 a Superliga 2. Los problemas económicos, en este caso de otros equipos, le permiten alcanzar la máxima categoría en 2009 y evitar nuevamente el descenso para la temporada 2010-2011.
En su primer año en la Superliga participa con el nombre de Trayssesa Santa Cruz, en esta nueva temporada el club participa con el patrocinio de la ciudad de Santa Cruz de Tenerife.

## Historia
El C.V. Cuesta Piedra se forma como Club el 30 de septiembre de 1986 para dar salida a todos los jóvenes que se formaban en las Escuelas Municipales de Santa Cruz de Tenerife, a través del Patronato de Deportes en los colegios los diversos colegios que formaban parte de los distintos distritos del Municipio.
Están muy presentes en los Barrios, donde, para los niños es fácil caer en tentaciones o escoger un modo de vida a partir de la copia de conductas que no son beneficiosas. Así el club lleva una labor social, dando posibilidades a los niños, construyendo a su alrededor valores de honestidad, compañerismo, lealtad e integridad que sí supongan un buen modelo de conducta a copiar.
Puesto que no son un Club privado sino una entidad sin ánimo de lucro, siempre han necesitado del apoyo económico de Administraciones Públicas y Entidades Privadas.

## Plantillas

### Temporada 2011-2012: Cuesta Piedra Santa Cruz
| #                                                             | Nombre                 | F. Nacimiento            | Estatura | Origen    | Co | Re | Ce | Op | Li |
| ------------------------------------------------------------- | ---------------------- | ------------------------ | -------- | --------- | -- | -- | -- | -- | -- |
| 1                                                             | Violeta Amoedo         | 23 de marzo de 1994      | 1,74 m   | España    |    |    |    | x  |    |
| 2                                                             | Belinda Sánchez        | 10 de septiembre de 1990 | 1,81 m   | Cuba      |    | x  |    |    |    |
| 3                                                             | Magaly Carvajal        | 18 de diciembre de 1968  | 1,91 m   | Cuba      |    |    | x  |    |    |
| 4                                                             | Candelaria Herrera     | 23 de junio de 1970      | 1,69 m   | España    |    |    |    |    | x  |
| 6                                                             | Miriam Carrillo        | 14 de noviembre de 1979  | 1,72 m   | España    | x  |    |    |    |    |
| 7                                                             | Ariadna Castellano     | 7 de abril de 1994       | 1,81 m   | España    |    |    | x  |    |    |
| 8                                                             | Saray Tendero          | 10 de noviembre de 1982  | 1,73 m   | España    |    | x  |    |    |    |
| 10                                                            | Paticia Barrio Cendoya | 10 de julio de 1982      | 1,74 m   | España    |    |    |    | x  |    |
| 11                                                            | Estíbaliz Blanco       | 12 de septiembre de 1988 | 1,65 m   | Argentina | x  |    |    |    |    |
| 14                                                            | Idaira Álvarez         | 11 de abril de 1992      | 1,66 m   | España    | x  |    |    |    |    |
| 16                                                            | Carla Hernández        | 30 de junio de 1994      | 1,89 m   | España    |    |    | x  |    |    |
| 17                                                            | Susana Royo            | 12 de mayo de 1985       | 1,74 m   | España    |    |    |    | x  |    |
| Entrenador: Juan Francisco Hernández Asistente: Pedro Cabrera |                        |                          |          |           |    |    |    |    |    |

### Temporada 2010-2011: Cuesta Piedra Santa Cruz
| #                                                             | Nombre             | F. Nacimiento            | Estatura | Origen    | Co | Re | Ce | Op | Li |
| ------------------------------------------------------------- | ------------------ | ------------------------ | -------- | --------- | -- | -- | -- | -- | -- |
| 2                                                             | Naira Acosta       | 4 de octubre de 1987     | 1,78 m   | España    |    |    | x  |    |    |
| 4                                                             | Candelaria Herrera | 23 de junio de 1970      | 1,69 m   | España    |    |    |    |    | x  |
| 5                                                             | Yurimara Padilla   | 5 de agosto de 1984      | 1,68 m   | Argentina |    |    |    |    | x  |
| 6                                                             | Lauren Bertolacci  | 26 de enero de 1985      | 1,70 m   | Australia | x  |    |    |    |    |
| 7                                                             | Atanasia Cabrera   | 2 de noviembre de 1987   | 1,83 m   | España    |    |    | x  |    |    |
| 8                                                             | Ana Hoefsmit       | 24 de junio de 1988      | 1,81 m   | España    |    |    | x  |    |    |
| 9                                                             | Sara Sarmiento     | 12 de marzo de 1987      | 1,85 m   | España    |    |    | x  |    |    |
| 10                                                            | Ivana Popovic      | 13 de enero de 1983      | 1,84 m   | Serbia    |    |    |    | x  |    |
| 12                                                            | Carla Souto        | 14 de febrero de 1991    | 1,87 m   | España    |    |    | x  |    |    |
| 13                                                            | Leticia Boscacci   | 8 de noviembre de 1985   | 1,84 m   | Argentina |    |    |    | x  |    |
| 15                                                            | Aitana Ballingha   | 25 de septiembre de 1986 | 1,76 m   | Gabón     |    |    |    | x  |    |
| 17                                                            | Susana Royo        | 12 de mayo de 1985       | 1,74 m   | España    |    |    |    | x  |    |
| Entrenador: Juan Francisco Hernández Asistente: Pedro Cabrera |                    |                          |          |           |    |    |    |    |    |
| 11º Superliga 2011                                            |                    |                          |          |           |    |    |    |    |    |

### Temporada 2009-2010: Traysesa Santa Cruz
| #                                                                   | Nombre             | F. Nacimiento            | Estatura | Origen         | Co | Re | Ce | Op | Li |
| ------------------------------------------------------------------- | ------------------ | ------------------------ | -------- | -------------- | -- | -- | -- | -- | -- |
| 1                                                                   | Sheila McNee       | 25 de septiembre de 1986 | 1,80 m   | Canadá         |    | x  |    |    |    |
| 2                                                                   | Naira Acosta       | 4 de octubre de 1987     | 1,78 m   | España         |    |    | x  |    |    |
| 4                                                                   | Candelaria Herrera | 23 de junio de 1970      | 1,69 m   | España         | x  |    |    |    |    |
| 5                                                                   | Yurimara Padilla   | 27 de septiembre de 1985 | 1,68 m   | España         |    |    |    |    | x  |
| 6                                                                   | Lauren Bertolacci  | 26 de enero de 1985      | 1,70 m   | Australia      | x  |    |    |    |    |
| 7                                                                   | Roberta Kissi      | 5 de noviembre de 1987   | 1,83 m   | Brasil         |    |    |    | x  |    |
| 8                                                                   | Ana Hoefsmit       | 24 de junio de 1988      | 1,81 m   | España         |    |    | x  |    |    |
| 9                                                                   | Liliana Fernández  | 4 de enero de 1987       | 1,78 m   | España         |    | x  |    |    |    |
| 10                                                                  | Estíbaliz Blanco   | 12 de septiembre de 1988 | 1,65 m   | Argentina      | x  |    |    |    |    |
| 12                                                                  | Elsa Baquerizo     | 25 de junio de 1987      | 1,83 m   | España         |    |    | x  |    |    |
| 13                                                                  | Laurel Abrahamson  | 14 de enero de 1986      | 1,93 m   | Estados Unidos |    |    | x  |    |    |
| 14                                                                  | Carla Souto        | 14 de febrero de 1991    | 1,87 m   | España         |    |    | x  |    |    |
| 17                                                                  | Susana Royo        | 12 de mayo de 1985       | 1,74 m   | España         |    |    |    | x  |    |
|                                                                     | Luren Baylon       | 14 de agosto de 1977     | 1,83 m   | Perú           |    | x  |    |    |    |
| Entrenador: Juan Francisco Hernández Asistente: Alejandro Rodríguez |                    |                          |          |                |    |    |    |    |    |
| 12º Superliga 2010 (descenso a Superliga 2)                         |                    |                          |          |                |    |    |    |    |    |